# WM-Brunnen

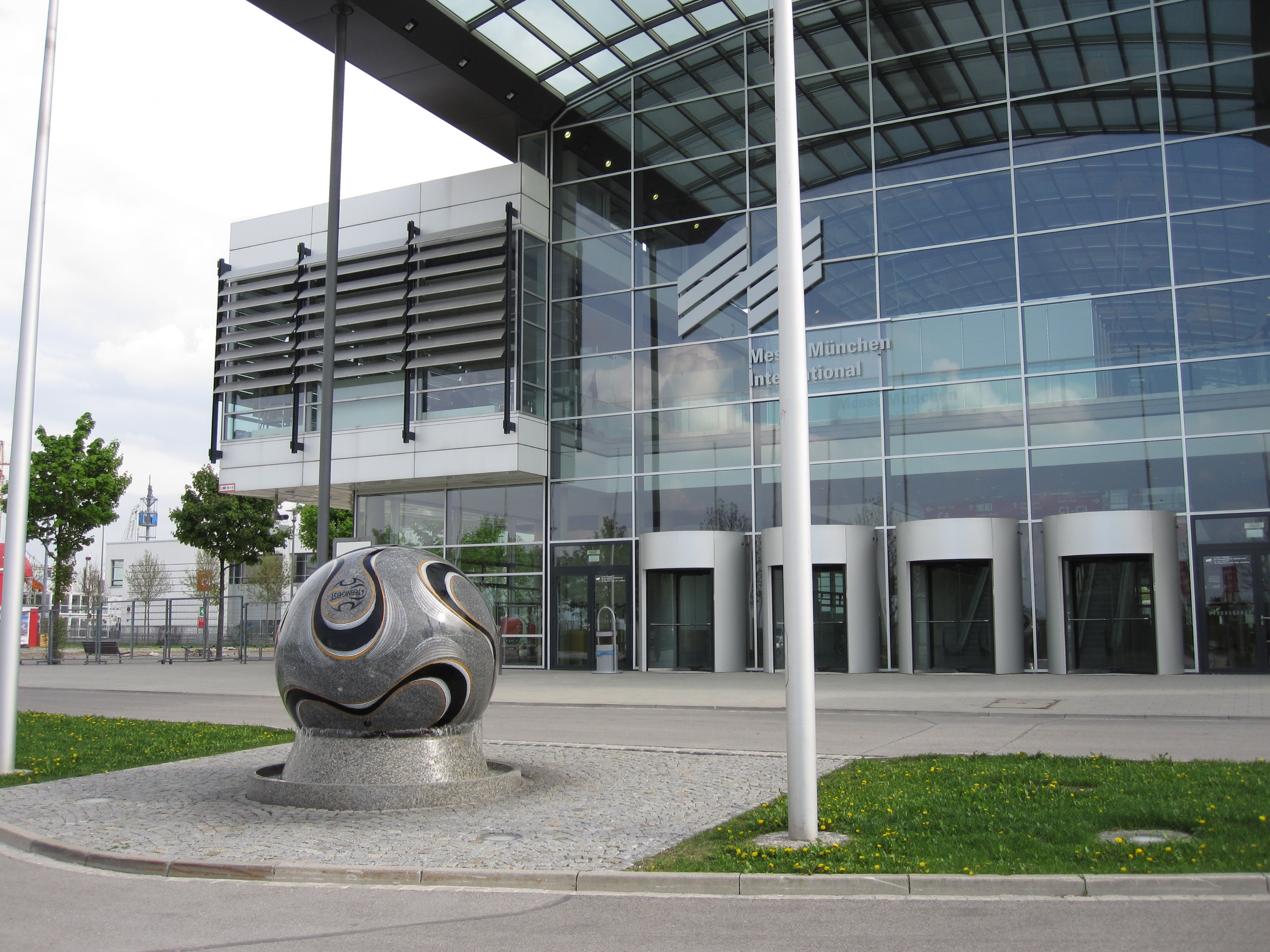
W tle północne wejście na teren targów

WM-Brunnen – fontanna Mistrzostw Świata w Piłce Nożnej 2006, usytuowana przed północnym wejściem na teren targów monachijskich Messe München w Monachium, w kraju związkowym Bawaria w Niemczech.

## Opis
Fontanna została wzniesiona z okazji Mistrzostw Świata w Piłce Nożnej w 2006 roku i ustawiona przed centrum medialnym stworzonym na potrzeby odbywających się wówczas mistrzostw świata w piłce nożnej. Kamienna kula symbolizująca piłkę nożną, ma średnicę dwóch metrów i wagę 11,3 tony. Umieszczona została w misie wydrążonej z granitu wydobywanego na obszarze gminy targowej Tittling. Kamienna piłka nożna wykonana została na wzór oryginalnej piłki FIFA World Cup™ „Teamgeist” z logo FIFA World Cup 2006 „Celebrating Faces of Football”. Do jej wytworzenia użyto także granitu pochodzącego z okolic miejscowości Tittling leżącej w Lesie Bawarskim. Waga bloku kamiennego przed przetworzeniem wynosiła 33 tony. Kulę zaokrąglano przy pomocy traków do kamienia, a następnie polerowano za pomocą specjalnie opracowanej szlifierki do kamienia, której dokładność wynosiła dwie setne milimetra. Fontannę w przeciągu dziesięciu tygodni wykonało przedsiębiorstwo kamieniarskie z miejscowości Aicha vorm Wald leżącej w Dolnej Bawarii. 
Kula ślizga się po cienkiej warstwie wody w misie fontanny, dzięki tłoczeniu do misy 200 litrów wody na minutę pod ciśnieniem 1,2 bara. Pomimo dużej wagi, kula daje się poruszać jedną ręką zmieniając kierunek obrotu.  
12 maja 2006 roku odsłonięcia fontanny w towarzystwie m.in. lokalnych polityków i szefa targów monachijskich, dokonał były niemiecki piłkarz Franz Beckenbauer. 